# Neoanomalina
Neoanomalina es un género de foraminífero bentónico considerado un sinónimo posterior de Nonion de la subfamilia Nonioninae, de la familia Nonionidae, de la superfamilia Nonionoidea, del suborden Rotaliina y del orden Rotaliida. Su especie tipo era Neoanomalina chincaensis. Su rango cronoestratigráfico abarcaba el Holoceno.

## Clasificación
Neoanomalina incluía a la siguiente especie:
- Neoanomalina chincaensis

Otra especie considerada en Neoanomalina es:
- Neoanomalina sanbenitoensis †, de posición genérica incierta